# Oisterwijk
Oisterwijk – miasto i gmina w Holandii, w prowincji Brabancja Północna. Pod koniec roku 2006 Oisterwijk zamieszkiwało 25 712 osób. Całkowita powierzchnia miasta to 65,11 km².
Oisterwijk otrzymało prawa miejskie w 1230 roku.
Okolice miasta są popularne pod względem turystycznym – Oisterwijk położone jest wśród kompleksów leśnych – Oisterwijkse Bossen en Vennen i Kampina.
W mieście jest stacja kolejowa Oisterwijk.